# Ихенхаузен
Ихенхаузен (њем. Ichenhausen) град је у њемачкој савезној држави Баварска. Једно је од 34 општинска средишта округа Гинцбург. Према процјени из 2010. у граду је живјело 8.403 становника. Посједује регионалну шифру (AGS) 9774143.

## Географски и демографски подаци
Ихенхаузен се налази у савезној држави Баварска у округу Гинцбург. Град се налази на надморској висини од 489 метара. Површина општине износи 34,2 km². У самом граду је, према процјени из 2010. године, живјело 8.403 становника. Просјечна густина становништва износи 245 становника/km².

## Међународна сарадња
| Мјесто | Држава    | Врста сарадње | Од    |
| ------ | --------- | ------------- | ----- |
| Валеђо | Италија   | партнерство   | 1982. |
| Шанже  | Француска | партнерство   | 1994. |
| Извор  |           |               |       |